# باشوات الجزائر
حكم الباشوات في الجزائر بين 1587 و1659.
الباشا هو لقب يمنح في الدولة العثمانية لاصحاب المناصب العالية من مدنيين وعسكريين. يعتبر عهد الباشوات عهد الموظفين الذين كانت ترسلهم الاستانة، والذين حددت فترة حكم الواحد منهم ثلاث سنوات، دامت فترة حكمهم حوالي اثنين وسبعين سنة، وقد اختلف المؤرخون في عدد الباشوات الذين تولوا الحكم فمنهم من يقول ان عددهم نحو الثلاثين واخرون يقولون ان عددهم أربعين واخرون يقولون ان عددهم حوالي أربع وخمسين باشا.

## استبدال حكم البيلربايات بحكم الباشوات
في عهد البيلربايات 1518 و1587 كانت منطقة المغرب العربي تابعة للنفوذ العثماني والتي تتكون من طرابلس تونس والجزائر وكان يعين على كل واحدة منهم باشا الا انها تخضع في الأخير لحكم البايلرباي الذي يعين من طرف الباب العالي الذي كان مقره الجزائر.
ويبدو أن هذا التنظيم الذي يجمع ثلاثة من بلاد المغرب العربي تحت سلطة شخص واحد كان مستوحى من طبيعة المشاكل التي كانت تواجه السلطنة العثمانية، فقد كانت تواجه القسطنطينية عدوا قويا هو إسبانيا التي كانت تحتل بعض القواعد على شواطئ المغرب العربي والتي تمثل تهديدا مستمرا لممتلكات العثمانية في المغرب العربي، وليس من محض الصدفة ان الشخص الذي يتولى الباشوية ب الجزائر هو نفسه الذي يترقى لمنصب البايلرباي إلى منصب القائد العام للأسطول العثماني لكن موت قلج علي وضع حدا لهذه الاعتبارات فخفت حدة العداوة بين إسبانيا والسلطنة العثمانية ووجدت المحاولات الأسبانية لدى الباب العالي صدى احسن مماكانت تجده في السابق، وفي نفس الوقت بدأت العلاقات بين ملك فرنسا والسلطان العثماني تصاب بنوع من الفتور.
لا ننسى الصراع الذي كان قائما بين طبقة الرياس وجنود الإنكشارية، فقد قامت هذه الدولة وتأسست على أكتاف رجال طائفة الرياس مثل خير الدين ومن خلفه، فهذا الصراع كان من الأسباب الرئيسية لتغيير نظام البايلرباي واستبداله بحكم الباشوات.
كماأن الانكشارية ظلت طوال فترة الحكم تثير تخوفات وشكوك الباب العالي في نية البايلرباي ذلك لان نفوذ البايلرباي كان واسعا فامتدت سلطتهم إلى تونس وطرابلس لأنهم كانوا أصحاب فضل في فتح هذين البلدين وإلحاقهما ب الدولة العثمانية بالإضافة إلى مدة الحكم التي كانت غير محدودة، حيث بلغت فترة حكم الواحد منهم عدة سنوات في منصبه لدرجة أن السلطنة بدأت تشتم رائحة التمرد ومحاولة الانفصال عنها والاستقلال بهذه البلاد، هذه التخوفات والشكوك، جعلت من رجال الدولة العثمانية يرون ان جمع السلطة في الولايات الثلاث الجزائر، طرابلس، وتونس تحت حكم رجل واحد قد يشكل خطرا على الدولة العثمانية، لذا تقرر تقسيم الحكم بفصل هذه الولايات عن بعضها البعض وإسناد إدارة كل ولاية إلى باشا يعين لمدة ثلاث سنوات لإحكام سيطرتها على البلاد ومنع حدوث التمرد ضدها.......

## أهم الأحداث التي وقعت في عهد الباشوات
تميز عهد الباشوات بالاضطرابات وكثرة القلائل فعلى الصعيد الخارجي كان أحمد باشا قد انصرف منذ لحظة تعيينه إلى الاهتمام بالأعمال البحرية وقاد بنفسه حملات عام1588 هاجم شواطئ نابولي وصقلية والدول البابوية وكورسيكا وإسبانيا وعاد إلى الجزائر مستصحبا معه ثروة ضخمة وخلفه خضر باشا الذي واصل الجهاد حيث نال شهرة عظيمة لكن احداثا بارزة ميزت هذه الفترة بعد فشل الحملة الإسبانية على مدينة الجزائر في اوت عام 1601 م التي وضع خطتها قرصان فرنسي اسمه (روكي) لقد عمل باشوات الجزائر على وضع حد لامتيازات التجار الفرنسيين، حيث قام الباشا خضر بتحطيم المركز ب القالة واسر رواده واخذ الفرنسيون يعتدون على السفن الجزائرية فردّ الرياس الجزائريون بالمثل على السفن الفرنسية واسر القنصل الفرنسي ب الجزائر، وتعقدت العلاقات الدبلوماسية الفرنسية مع الجزائر والخلافة العثمانية، فاضطرت فرنسا إلى التفاوض وابرام معاهدة مع الجزائر بتاريخ19-09-1628 م نصت على ما يلي:
1. -إطلاق سراح الأسرى من الجانبين.
2. -التوقف عن الأسر من الجانبين.
3. -مسألة البواخرالفرنسية في البحر.
4. - تعيين قنصل فرنسي بالجزائر يتمتع بالحصانة.
5. -إعادة بناء مركز القالة الفرنسي التجاري.

ولكن فرنسا لم تحافظ على نصوص المعاهدة فعادت لاعتداءاتها المتكررة على السفن الجزائرية وشواطئها وقتل الكثير من الجزائريين، مما دفع الجزائريين إلى الرد بالمثل وتتبع المراكب الفرنسية واسرها بما فيها.
كما أن العلاقات السياسية بين تونس والجزائر كانت تزداد سوءا بسبب تدخلات بايات تونس في شؤون شرق الجزائر، حيث كانوا يشجعون على قيام الاضطرابات إلى أن تمت المصالحة بين البلدين وابرام معاهدة صلح مع تونس في1628 م نفس العام الذي ابرمت فيه المعاهدة مع فرنسا.
أما على الصعيد الداخلي فلقد اشتد الصراع بين القوة العسكرية (الانكشارية) وطائفة الرياس وبات ضباط الإنكشارية يتطلعون إلى السيطرة والحكم بشتى الوسائل، فحاول ولاة البايلربايات التخلص من عناصرها المتمردة وإدماجها في فرقة البحارة (الرياس) وتحت سلطة الرياس واستحداث فرقة المشاة الجزائريين، إلا أن كل هذه المحاولات باءت بالفشل، وأصبحت البلاد مهددة في عصر الباشوات فاضطربت البيئة وانتشر القتل والنهب والسلب.
لقد حاول البشر «خضر» التخلص من هذه الفرقة (1583م-1592م) التي لم يعد لها ولاء لا للسلطة ولا للدين ولا للشعب، وإنما للمال والنفوذ والسلطان، ولكن المحاولة فشلت وعزل الباشا خضر إلى أن تدخل السلطان العثماني وعالج الوضع بصفة مؤقتة.
وقد ازدادت عمليات السلب والنهب التي ترتكبها عناصر الانكشارية وازداد تسلطها، حيث برزت عده مظاهر تركت آثارها على البلاد وهي:
- الصراع بين الانكشارية وطائفة الرياس:

هذا الصراع راح ضحيته الأهالي وذلك بسبب ظلم الانكشارية وانصراف طبقة الرياس إلى مصالحها وعدم الاهتمام بالرعية، أما الباشوات فكان همهم هو جمع أكبر قدر ممكن من المال، ونتيجة لهذه الأوضاع السياسية وغياب روح المسؤولية؛ فإن هذه الأوضاع المزرية ستتطور في المستقبل وستمهد بدون شك إلى النهاية المأسوية والتي أدت بالبلاد إلى الاحتلال.
- ثورة الكراغلة 1633م:

كان من أهم القرارات التي اتخذها الديوان ضد الباشوات هو إخضاع خزينة الدولة تحت إدارته، وإرغام الباشوات على دفع مرتبات الجنود، وقد أدى هذا الحدث إلى إشعال فتيل الثورة عام 1633م. تزعمتها عناصر الكراغلة الذين هاجموا مدينة الجزائر وحاصروا القوات التركية بالقصبة بسبب عجز الولاة عن دفع أجور الجنود، وانتهى الأمر إلى سيطرة الرايس العلج بتشيني ذو الشهرة الواسعة، ولم تمض سنوات على ثورة الكراغلة حتى نشبت ثورة أخرى، امتدت إلى أعماق الصحراء وإلى منطقة القبائل، وقد تعرض الحكم العثماني إلى هزات عنيفة وفي ميادين عدة، نجم عنها اضطراب كبير في شتي مناحي الإدارة بالجزائر نفسها.
- ثورة القبائل 1643م:

لم تكن الحكومة التركية تتدخل في شؤون القبائل منذ البداية، واكتفت منها بدفع ما عليها من ضرائب وكانت القبائل ترفض الخضوع لزعامة غير زعامتها المحلية، وقد حدثت ثورة القبائل خلال عهد الباشوات بسبب محاولة الباشوات جمع المزيد من المال وبسرعة، واعتقدوا أن القبائل لا يمكنها أن تثور في الوقت الذي تحالفت فيه مع الكراغلة، أما الأسبان فكانوا يشجعون القبائل على التمرد طمعا في الاستيلاء على بعض المناطق، فعمت الثورة في مختلف أنحاء الجزائر ضد الأتراك، فاضطرب الأمن وخشي التجار من التحرك، وامتنع الجباة عن القيام بدور الجباية، فتناقصت موارد الخزينة ولم يعد بمقدور الباشا حتى دفع مرتبات الجنود، وتزامنا مع ثورة القبائل نشبت خلاف بين ولاة تونس والجزائر من جهة، والفرنسيين من جهة أخرى، إضافة إلى كارثة لافلون، فقد استنجد الباب العالي بأسطول الجزائر لمساعدته في حروبه في منطقة البحر الأدرياتيكي بشرق البحر الأبيض المتوسط، وذهب العلج بتشيني على رأس هذا الأسطول، واضطرته العواصف الهوجاء إلى الاحتماء ببعض الموانئ الإيطالية لافلون، حيث تعرض لهجوم غادر أدى إلى تحطيم نصفه تقريبا ومقتل الكثير من قادته، ورغم أن الباب العالي وعد بتعويض تلك الخسائر إلا أنه لم يف بعهده، مما جعل الجزائر تعمل بجد على معارضة كل التعليمات التي تأتي منه ما دامت لا تكترث بما يجري من أحداث واضطرابات في الداخل.
وفي أواخر عهد الباشا إبراهيم (1656-1659م) قامت ثورة عارمة ضده تزعمها رياس البحر والانكشاريون، أما الرياس فثاروا بسبب قيام الباشا «إبراهيم» بحرمانهم من المبالغ المالية التي خصصها لهم الباب العالي كتعويض عن الخسائر التي مني بها في البحرالادرياتيكي والتي دفعت كرشاوى لرجالات الدولة في القسطنطينية حتى يبقوه في منصبه، وقد هاجم الرياس قصره واعتقلوه وحبسوه ثم رحل. وأما الانكشاريون فكانوا يحاولون اغتنام فرصة الاستيلاء على الحكم فقاموا بانقلاب مفاجئ على الرياس وقضوا على سلطة الباشا وإسناد السلطة التنفيذية للآغا على أن لا تزيد مدة حكمه عن شهرين.

## سياسة الباشوات
كان الباشا موظف ترسله الأستانة لمدة ثلاث سنوات يتولى خلالها حكم البلاد دون أن يكون له سند أساسي أو سند محلي بين القوى التي تسيطر على البلاد، ويكون الباشا في كل من طرابلس وتونس والجزائر وكيلاً للسلطان ويكون مطلق التصرف لبعد الولاية عن العاصمة اسطنبول وكانت أحداث في النيابات العثمانية الثلاث طرابلس وتونس والجزائر تفيد بسطوة الجنود ورجال البحرية على السلطة فيها، على حساب سلطة الباشا، فقد بدأ ديوان الأوجاق (المجلس الأعلى للجند ويتألف من عدد كبير من الشخصيات العسكرية والمدنية والدينية، وكان لطبقة الرياس نفوذا كبيرا داخله) يوسع من نفوذه وسيطرته خلال هذا العهد وعمل بالتدرج على التخلص من الهيمنة العثمانية إلا أن طبيعة علاقات السلطة في داخل الولاية مع إمساك السلطنة العثمانية بسلطة إصدار الغرامات، قد ضمن تحقيق الأهداف العثمانية في الحكم من حيث الخطبة باسم السلطان وتحصيل الأموال سنوياً والمساهمة في حروب الدولة والقبول بالباشا القادم من الأستانة ممثلاً أعلى للسلطان في حكم النيابة وهي جميعها من رموز السيادة العثمانية الرسمية. وقد شعر هؤلاء الباشاوات أنهم ليسوا في حاجة إلى ولاء الشعب ما دامت مدة ولايتهم محدودة، فأصبح هم الواحد منهم هو جمع أكبر قدر ممكن من الأموال طوال فترة حكمه فكانوا يقومون بشراء هذا المنصب من الباب العالي، فيلجأون للحصول عليه إلى دفع الرشوة أو الهدايا، لأن هذا المنصب كان يدر عليهم أموالا كبيرة، وما دام الحصول على الثروة هو الهدف الأساسي للباشاوات فقد أصبحت قضية الحكم مسألة ثانوية لا تهمهم، وغدت السلطة فاقدة لعنصر التآلف والتآخي والمحبة والدفاع عن راية الإسلام، وبات ولاء الانكشارية للمال والنفوذ والسلطة، أما الفداء والتفاني والتضحية فهي مبادئ ماتت منذ أن تخلى السلطان عن مسؤوليته وكان لهذه السياسة التي يسلكونها في حكم البلاد أن أثارت عليهم سخط العلماء حيث كانوا يحذرونهم من أخطار وعواقب هذه السياسة فنصحوهم بالعدل والالتفات إلى مصالح الرعية والقيام بها، ذلك أن هذا النظام قد أثار القلاقل وتمردات القبائل نتيجة إرهاقهم بالضرائب والتكاليف التي لا تطاق، وهكذا تفاقمت الاضطرابات والصراعات على الحكم بين جنود الإنكشارية وطبقة الرياس ولعل هذا كان سبب تجريدهم من كل سلطة وكان ذلك عام 1669م.